# Claudio Jupe

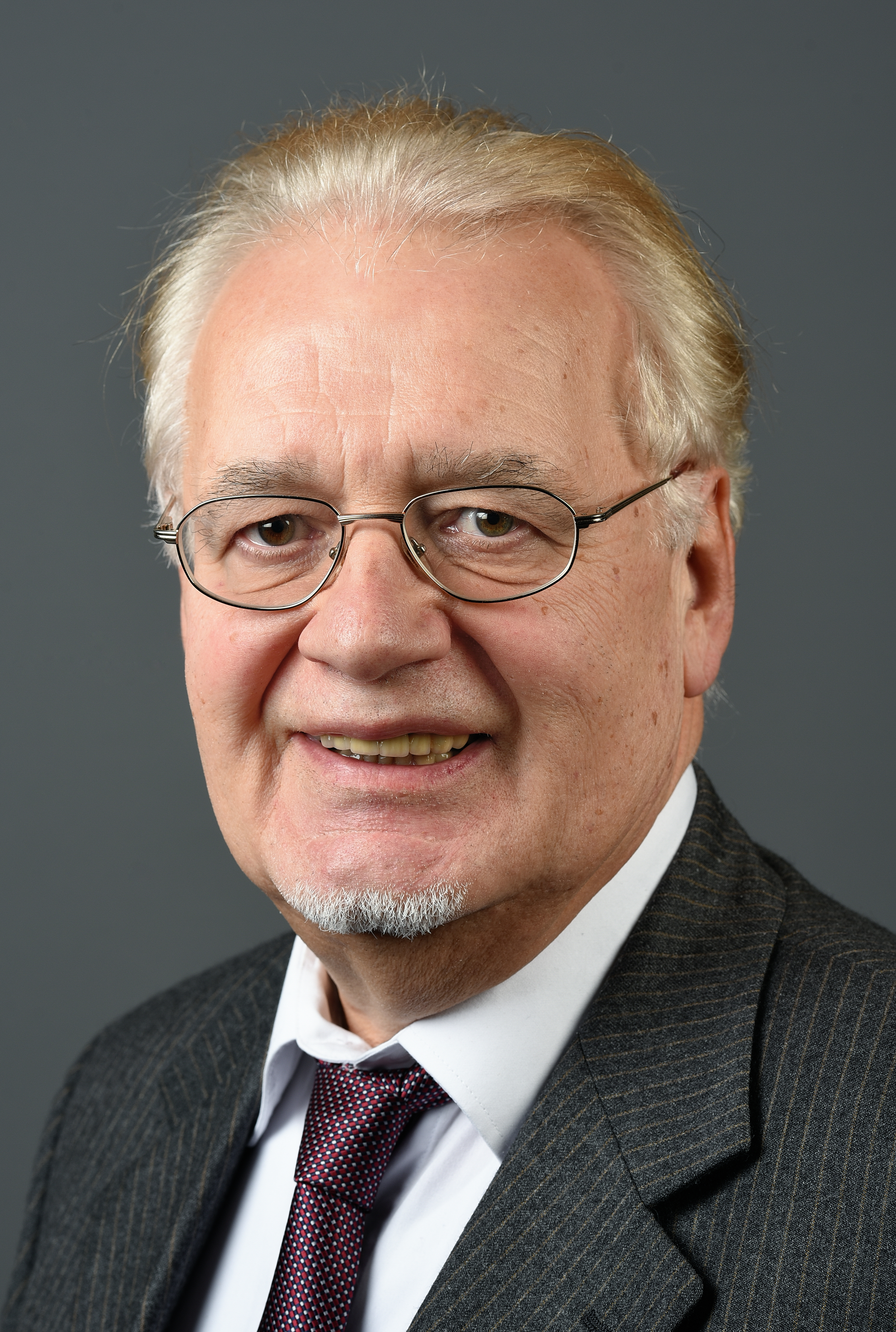
Claudio Jupe, 2017

Claudio Jupe (* 30. September 1948 in Tolmezzo, Italien) ist ein deutscher Rechtsanwalt und Notar sowie Politiker (CDU).

## Leben
Bei der Wahl zum Abgeordnetenhaus von Berlin 2011 gewann er mit 37,8 Prozent das Direktmandat im Wahlkreis Charlottenburg-Wilmersdorf 5. Damit setzte er sich gegen den Regierenden Bürgermeister Klaus Wowereit durch, der 36,8 Prozent der Erststimmen erhielt. 2016 errang Jupe erneut das Direktmandat im Wahlkreis 05. Er war europapolitischer Sprecher der CDU-Fraktion und Mitglied der Ausschüsse für Europa, Bund und Medien sowie für Stadtentwicklung und Wohnen.
Zur Abgeordnetenhauswahl 2021 trat er nicht erneut an.